# La figlia oscura
La figlia oscura è un romanzo del 2006 scritto da Elena Ferrante e pubblicato in Italia da E/O.

## Trama
Leda è una professoressa di anglistica di quarantotto anni che decide di trascorrere le vacanze estive sulla costa ionica. Le figlie ventenni, Bianca e Marta, sono in Canada con l'ex marito Gianni, così Leda è libera di passare del tempo da sola. Dopo aver preso in affitto un piccolo attico con vista mare, la donna si reca in spiaggia e comincia la sua vacanza. Già il primo giorno nota una giovane madre con la figlioletta e le due colpiscono Leda non solo perché sono decisamente più fini del resto della loro rozza famiglia, ma anche perché vede in loro echi del proprio passato.
Con il passare dei giorni, Leda continua ad osservare la famiglia napoletana, ne apprende le dinamiche e scopre i nomi della giovane madre e della bambina: Nina ed Elena. La fascinazione di Leda per la coppia la spinge a scoprire sempre più su di loro, anche grazie al giovane bagnino Gino. Durante il fine settimana, la famiglia si amplia con l'arrivo di altri parenti, tra cui il marito di Nina, un uomo più grande e meno fine per cui Leda prova un'istantanea repulsione. Mentre impazza il gioioso chiasso della spiaggia, Leda si accorge che Nina cerca disperatamente Elena e la professoressa ricorda un episodio simile della propria giovinezza, quando aveva smarrito la figlia in spiaggia. Mossa a compassione, Leda si mette in cerca di Elena e finisce per ritrovarla e riportarla alla famiglia. Trova anche la bambola della bambina e, senza sapere il perché, la nasconde nella borsa e la porta via con sé.
Leda è decisa a restituire la bambola il giorno dopo, ma il cattivo tempo la costringe a posticipare i piani e rimandare il ritorno in spiaggia. Mentre gira per la cittadina, la donna si reca in un negozio di giocattoli per comprare dei vestitini per la bambola; qui incontra Nina, Elena e Rosaria (la cognata della giovane mamma), che la ringraziano per aver ritrovato la piccola il giorno prima e le raccontano che la bambina è isterica da quando non riesce più a trovare la bambola. Leda non confessa di avere lei la bambola e mentre parla di maternità con Nina e Rosaria ammette con sua stessa sorpresa di aver abbandonato le proprie figlie per tre anni durante l'infanzia. Rosaria e Nina restano turbate dalla notizia e si allontanano frettolosamente.
Decisa a riconsegnare la bambola, Leda chiama il numero su un volantino affisso dalla famiglia di Elena per ritrovare il giocattolo e a risponderle è proprio Nina, che la protagonista sorprende in un momento intimo con Gino. Nei giorni seguenti, in cui continua a non restituire la bambola, Leda finisce per comprendere che la sua fascinazione per Nina nasce soprattutto dal suo riconoscersi in lei. Così come Nina, anche Leda è stata una madre giovane e talentuosa intrappolata in una situazione claustrofobica e snervante, da cui era poi fuggita quando le figlie erano ancora piccole per dedicarsi alla carriera accademica e a una relazione con uno stimato professore inglese. Era tornata dalle figlie solo tre anni più tardi e da allora aveva faticosamente ricostruito un rapporto con loro.
Gino chiede a Leda di poter usare la sua casa per un incontro segreto con Nina e la donna gli risponde di dire a Nina di chiederlo direttamente a lei. Nina si mette in contatto con Leda, che la invita a casa. Leda prova a spronarla a tornare a studiare, a lasciare il marito e a fare come lei, ma per Nina il comportamento di Leda è chiaramente quello di una madre snaturata. Leda comunque accetta di lasciarle le chiavi dell'appartamento e le restituisce anche il giocattolo. Nina reagisce violentemente alla scoperta che Leda ha tenuto la bambola per tutto questo tempo pur sapendo quanto Elena soffrisse senza di lei, la insulta e la punge con uno spillone che Leda stessa le aveva donato. Rimasta sola, Leda prepara i bagagli e decide di tornare a Firenze, ma prima di uscire dalla casa riceve una telefonata dalle figlie.

## Personaggi
- Leda: protagonista e narratrice. Professoressa di letteratura inglese quarantottenne, divorziata, madre di due figlie.
- Nina: giovane madre di ventidue anni.
- Elena: detta anche Lenù, la figlia di Nina.
- Rosaria: cognata di Nina, aspetta il suo primo figlio.
- Gino: bagnino della spiaggia in cui si reca Leda, innamorato di Nina.
- Giovanni: factotum settantenne, gestisce l'attico affittato da Leda.
- Bianca: la primogenita di Leda e Gianni.
- Marta: la secondogenita di Leda e Gianni.
- Professor Hardy: stimato anglista e amante di Leda per un certo periodo.

## Adattamento cinematografico
Nel 2021 Maggie Gyllenhaal ha scritto e diretto l'omonimo adattamento cinematografico del romanzo, interpretato da Olivia Colman, Jessie Buckley, Dakota Johnson, Peter Sarsgaard, Ed Harris e Paul Mescal.

## Edizioni
- Elena Ferrante, La figlia oscura, Edizioni E/O, 2006,  p. 137, ISBN 9788866326427.